# بيير لورو
بيير لورو (بالفرنسية: Pierre Leroux )‏ (و. 1797 – 1871 م) هو اقتصادي، وسياسي، وفيلسوف، ومحرر، ومترجم فرنسي، ولد في باريس، توفي في باريس، عن عمر يناهز 74 عاماً.

## مناصب
تولى منصب نائب فرنسي
- رئيس بلدية  [لغات أخرى]‏.

## جوائز
حصل على جوائز منها:
- جائزة المنافسة العامة [الإنجليزية]‏.

## روابط خارجية
- بيير لورو على موقع الموسوعة البريطانية (الإنجليزية)